# Storia di Ripatransone
(Francesco Panfilo, Picenum, hoc est de agro Piceni quae Anconitana vulgo Marchia nominatur nobilitate et laudibus opus)
La storia di Ripatransone inizia ufficialmente nel 1205, anno in cui la cittadina picena ottenne l'autogoverno diventando il primo libero comune rurale d'Italia. Le origini sono tuttavia più antiche. Se i più remoti insediamenti umani risalgono alla preistoria, il borgo fortificato è databile all'epoca della venuta dei Franchi, con Carlo Magno, o poco dopo (VIII-IX secolo). Castello inaccessibile, difese strenuamente la sua autonomia anche contro Francesco Sforza. Ottenne il rango di Città vescovile nel 1571.

## Preistoria
La città sorge su un colle che i Romani chiamarono Cuprae Mons (monte di Cupra), dal nome della divinità umbro-picena ivi venerata. Il Cuprae Mons fu abitato fin dall'età della pietra, come dimostrano i numerosi reperti rinvenuti nel territorio (armi, oggetti d'osso e di pietra, ceramiche). Le testimonianze della frequentazione umana si spingono fino al Paleolitico inferiore.

## Età preromana
Nell'agro cuprense si erano alternati Liburni, Liguri, Siculi, Umbri e Piceni. Al confine erano stanziati i Pelasgi, popolo che una tradizione antica vuole imparantato (se non identificato) con gli Etruschi. Lo storico Vicione ritiene che Ripatransone sia sorta dalle rovine di un preesistente Castello Etrusco. Oltre a menzionare un ipogeo scoperto sotto il paese (1727) e recante all'interno un idolo bronzeo di Ercole in ceppi, lo studioso adduce a supporto della sua tesi anche molta toponomastica locale. Infatti il nome della moderna contrada Tosciano, nei cui pressi fu rinvenuta una necropoli, riecheggia quello di Tusciano, citato in antiche pergamene e riconducibile al latino Tuscum. Altrettanto si può dire di Fontursia, che il Vicione spiega con la composizione di Fons e Thuscia. Suggestiva (benché probabilmente forzata) è anche la riconduzione del toponimo Monterone all'ibrido greco-latino di Mons e Ἥρον (Héron), monte dell'Ereo. Il Monterone è infatti un'area di forma circolare che ben potrebbe aver ospitato un tempio di Giunone (Era).
Varie sono le testimonianze dell'insediamento degli Umbri all'inizio dell'età del ferro. Questo popolo si insediò sulla riva sinistra del Tesino, dove per primo introdusse il culto di Cupra. Gli Umbri stazionarono sul Tesino, subito a nord delle popolazioni pelasgiche, finché l'invasione dei Piceni li costrinse a riparare sull'alto colle.
La ritirata permise al Cuprae Mons di dare subito prova della propria valenza strategica: la roccaforte umbra resse infatti gli assalti piceni fin quando gli invasori si risolsero di scavare cunicoli sotterranei per sorprendere i rivali nel cuore della fortificazione. Così i Piceni assimilarono gli Umbri e presero possesso del forte, destinandolo a riparo sicuro per le popolazioni costiere incalzate dai pirati.

## Età romana

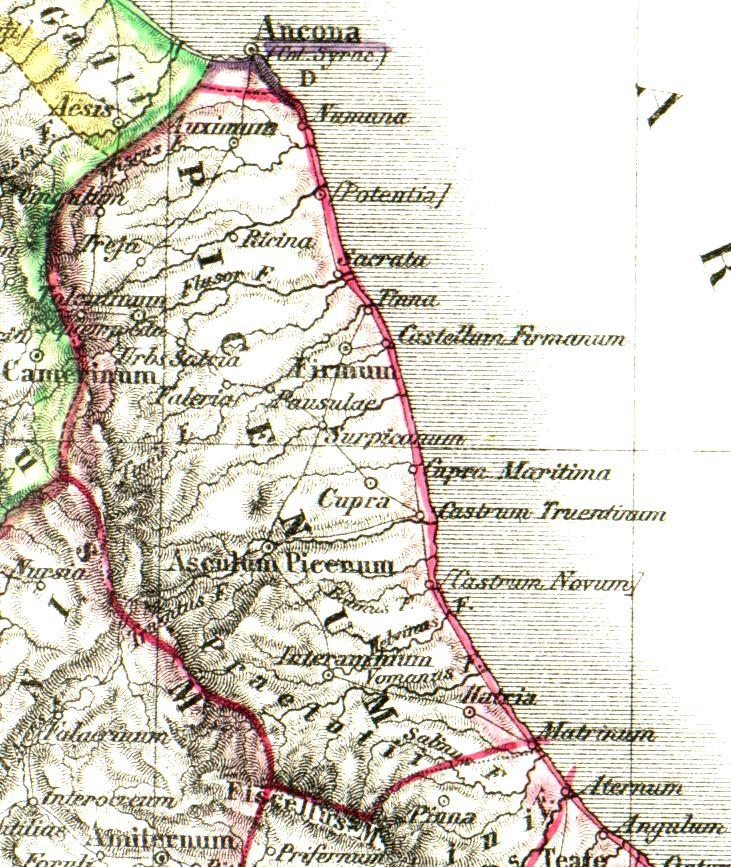
Una mappa del Piceno augusteo: si può notare il sito di Ripatransone impropriamente indicato con il nome di Cupra

A loro volta, i Piceni erano destinati a soccombere all'espansionismo dei Romani. Gli scomodi vicini, impegnati sul fronte della guerra ai Senoni (282 a.C.), furono inizialmente tenuti a bada tramite un'alleanza, che anzi fruttò importanti concessioni territoriali. Ma ben presto si giunse allo scontro armato.
Nel 269 a.C. i Piceni insorsero, abbattendo le guarnigioni romane sul territorio e sconfiggendo i consoli Ogulnio Gallo e Fabio Pittore. Roma reagì allora inviando Sempronio Sofo e Appio Claudio Russo l'anno seguente (268 a.C.). Di fronte alla superiorità militare romana, per la popolazione adriatica venne l'ora della resa definitiva.
Assimilati i Piceni, i Romani ne conservarono i costumi: in particolare perpetuarono il culto di Cupra identificandola con Giunone. Il territorio conservò importanza intorno alla città di Cupra Maritima. In età augustea venne incluso nella V Regio con il nome di Ager Cuprensis. Il colle ripano restò invece ai margini della regione, finché le invasioni barbariche provocarono la caduta di Cupra, e gli abitanti dell'Ager cercarono nuovo scampo sulla collina.

## Medioevo

### Le origini
Nel Settecento Giovanni Battista Fedeli accede alla tesi che riconduce il nome della città a Trasone, un nobile dell'VIII-IX secolo. La storicità del nobile è un fatto acquisito, testimoniato dalla toponomastica cittadina, ma la sua stirpe è incerta. Alcuni ricostruiscono la figura di un giovane longobardo, nipote di Ildebrando di Spoleto e conte di Truento sotto Carlo Magno. Altri vi vedono un condottiero, già cinquantenne, investito delle terre fra Tesino e Menocchia da Ludovico II. Altri infine ritengono si trattasse di un comandante franco. Il Piceno era stato annesso dai Longobardi al Ducato di Spoleto (574) e, con questo, aveva conservato autonomia anche sotto i Franchi (774).

### La fondazione

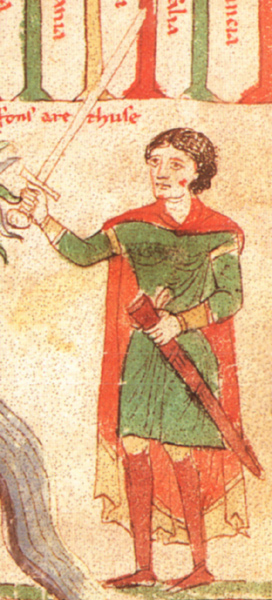
Marcovaldo di Annweiler

Secondo la tradizione, gli originari castelli ripani (Monte Antico, Capodimonte, Roflano e Agello) furono fondati già nell'822. All'epoca sulla costa marchigiana si abbatté un'ondata di assalti saraceni agli ordini dell'ammiraglio al-Sabah, e gli abitanti del Cuprae Mons furono chiamati a respingerli. Essi furono assediati senza successo nell'827, nell'829 e nell'835, ma i saraceni recarono profonde devastazioni e si approvvigionarono di schiavi.
I quattro castelli furono unificati nel 1096 per volere del vescovo fermano Ugo o Ulcaldino. Nel 1198 le fortificazioni erano ultimate e il nuovo castello assumeva la denominazione di Ripatransone. Il futuro Propugnaculum Piceni fu però subito preda del siniscalco di Arrigo VI Marcovaldo di Annweiler (1199), che lo distrusse perché disapprovava la sua edificazione. Ripa fu ricostruita in pochi anni e, dopo aver resistito ai nuovi attacchi di Marcovaldo, si avviò a diventare libero comune.

### L'autonomia comunale (1205)
La lunga aspirazione di Ripa all'autonomia, rivendicata soprattutto nei confronti di Fermo, compì un primo decisivo passo avanti con la trattativa per il governo comunale nei confronti del vescovo fermano Adenulfo. Nel 1205 il castello si costituì in libero comune. A questa prima conquista di indipendenza seguirono lunghe lotte con le città vicine. Gli assedi fermani iniziarono nel 1225, contro una Ripa ghibellina e fedele a Federico II.
Nel 1229 il comune estese il proprio potere grazie alla concessione di vari castelli (Cossignano, Lameriano, Marano, Massignano, Penna e Sant'Andrea) da parte del duca Rainaldo di Spoleto, perché il paese fosse ingrandito in riparazione dei danni prodotti dalla guerriglia fermana. La concessione seguì un fatto d'armi che aveva visto Ripa respingere un improvviso assedio fermano condotto approfittando dell'impegno di Rainaldo al fronte contro la Santa Sede. Benché solidissimo, il castello impiegò mezzo secolo per attuare la prima autentica emancipazione dalla potente vicina.

### Le guerre contro Fermo
Nelle lotte fra comuni Ripa fu prevalentemente alleata di Ascoli, con cui stipulò una storica alleanza l'8 gennaio 1346. Ascoli e Fermo si contendevano la zona costiera presso la foce del Tronto, e i fermani, che detenevano San Benedetto in Albula, attaccarono per primi distruggendo le fortificazioni del porto d'Ascoli (1348). L'alleanza si rivalse allora su San Benedetto e sugli altri possedimenti fermani, ottenendo ragione dei rivali a San Severino. Si attivò poi in difesa di Osimo, che era stata occupata a sorpresa dal capitano fermano Gentile, e la recuperò nel 1351.
Si narra che nella contesa di San Michele Arcangelo (8 maggio 1429) i ripani si siano accaniti con estrema efferatezza sui rivali. Questi, dopo essere stati catturati, avrebbero subìto l'accecamento, e i loro occhi sarebbero stati nascosti in un canestro di ciliegie per essere donati o venduti ai notabili fermani. L'umanista bolognese Giovanni Garzoni, pur non avendo conoscenza diretta dei fatti, accetta senza riserve la verità dell'evento. In realtà, unico e incauto “testimone” di quest'episodio, il Garzoni non fa che ripetere una macabra leggenda popolare fiorita in ambiente ripano e riferitagli dal teologo Giovanni Paci: spia certo dell'odio per i sempre minacciosi fermani, ma assolutamente priva di fondamento. Nonostante la ferocia dei tempi, infatti, le contese tra i comuni non si sarebbero mai spinte a simili eccessi, o avrebbero chiamato sicura vendetta.
L'ambizione alla sede vescovile, che avrebbe ulteriormente accresciuto l'indipendenza da Fermo, si era fatta concreta con l'elezione del papa ascolano Niccolò IV. Il pontefice era parso propenso a concedere la diocesi, ma il suo regno era stato troppo breve (1288-1292). Quando l'interessamento del cardinale Albornoz rinnovò le speranze di autonomia diocesana, i già difficili rapporti tra Ripa e Fermo si incrudirono ulteriormente. Anche Albornoz, tuttavia, spirò prima di poter dar seguito alle richieste (24 agosto 1367).
La sua morte e il ritorno del papa in Avignone segnarono così la fine dell'effimera pace con Fermo, che tentò la conquista di Ripa in tre sterili assedi. I primi due occorsero nel maggio e nel settembre 1376. Nel secondo assedio i fermani stessi uccisero il proprio capitano Tommaso Politi, reo di aver rimediato una sconfitta dopo aver millantato l'ottima conoscenza del forte ripano.
L'assedio dell'8-13 maggio 1389, condotto con l'impiego di numerosi soldati anche mercenari, fu tolto dopo soli cinque giorni. Le ragioni sono probabilmente da rintracciare in una sortita ripana dalle mura simile a quella che, molti anni dopo, permise a Santoro Pucci di sgominare l'esercito dello Sforza.
Nel 1429 vi fu una contesa di confine a San Michele Arcangelo. L'episodio non ebbe particolare rilievo, ma gli storici delle due parti lo enfatizzarono, tutti pretendendo che la propria città fosse stata provocata e avesse poi ricondotto il nemico a più miti consigli. Di certo entrambe vi portarono l'esercito, e a quanto sembra furono i ripani a prevalere; ne sorse però la leggenda popolare dell'accecamento dei fermani, assai contestata da questi ultimi anche perché accreditata da una fonte autorevole (Giovanni Garzoni).
Fin dal Trecento Ripa apparteneva al Comitato fermano come comune autonomo, ma era accerchiata dall'immenso territorio di Fermo che a sua volta mal digeriva l'alleanza ripana con Ascoli. Quando quest'alleanza fu rinnovata (1484) i fermani inasprirono le scorribande contro le due città, anche perché nel frattempo ripani e ascolani liberarono Monte San Pietro degli Agli, che era soggetta alla Santa Sede ma era stata occupata da Fermo approfittando della morte di Sisto IV. Allorché i fermani assalirono Marano e i possedimenti dei Boccabianca, Ripa reagì sbaragliando le guarnigioni nemiche in Acquaviva e completando la ritorsione contro Grottammare e San Benedetto. I fermani recuperarono Acquaviva ingaggiando uno scontro in cui morì Sante Tanursi, eroe della battaglia di Santa Prisca. Le schermaglie proseguirono furiose fino all'intervento di Innocenzo VIII che impose una lunga tregua alle parti.

### La guerra contro Francesco Sforza

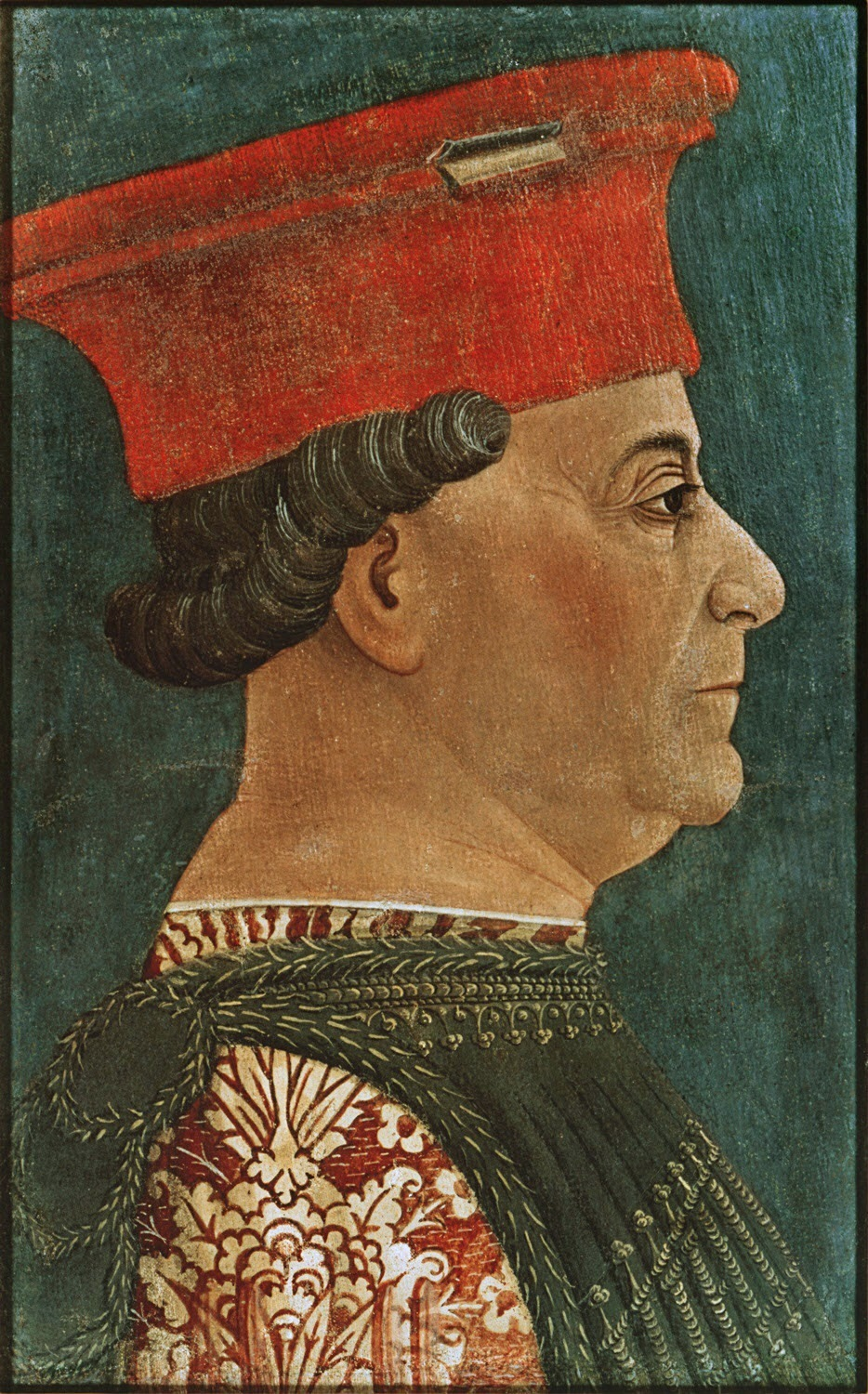
Francesco Sforza

Nel Quattro-Cinquecento il Propugnaculum vacillò tre volte sotto le devastazioni di altrettanti saccheggi, tutti compiuti a sorpresa o addirittura con l'inganno. Nel primo e più grave di essi il castello rischiò la capitolazione definitiva di fronte a Francesco Sforza. La situazione era particolarmente tesa proprio perché lo Sforza si serviva di truppe fermane a lui fedeli: si può anzi ritenere che tanto l'incendio di Ripa quanto la successiva cacciata degli sforzeschi siano eventi spiegabili più in termini di rivalità cittadina che come una vera e propria resistenza allo Sforza.
Nel 1434 Luca Boccabianca, capo dei ghibellini, aveva ottenuto di consegnare Ripa alla signoria del futuro duca di Milano. Otto anni più tardi Tolentino si sollevò, mettendo così in discussione il dominio sforzesco sul Piceno.
Nonostante la rivolta tolentinate fosse stata sedata, lo Sforza dovette cominciare a temerne la propagazione allorché anche a Ripa accadde un fatto drammatico. Una guarnigione comandata dal fratello Alessandro subì infatti un attacco da parte del capitano guelfo Santoro Pucci, e un ufficiale fu ucciso.
Francesco Sforza si decise allora a mostrare i muscoli e a riservare agli insorti una punizione esemplare. Con l'aiuto di uno stratagemma, le sue truppe presero quindi il forte ripano nei giorni fra il 21 e il 23 settembre 1442. Sul posto Francesco lasciò poi Alessandro, che si rivelò incapace di contenere l'ira dei soldati fermani: ne derivarono danni considerevoli, anche perché al saccheggio si accompagnarono incendi di edifici privati e pubblici, fra cui l'archivio.
Due anni dopo la caduta, tuttavia, l'armata di Santoro Pucci respingeva lo Sforza sotto le mura cittadine, dando vita nel giorno di Santa Prisca (18 gennaio 1445) a uno scontro che sarebbe stato rievocato fino al Novecento. Sulla scia dell'evento anche le altre città picene si sollevarono, ponendo fine alla dominazione. Fermo insorse contro Alessandro Sforza il 24 novembre.
I Boccabianca pagarono a caro prezzo la fedeltà a Francesco Sforza, scomunicati e condannati all'esilio da Eugenio IV. Nella pestilenza del 1447 il popolo vide però un castigo divino per questa condanna.
Nel 1461 Ripa subì un altro grave sacco ad opera di Sigismondo Malatesta. Rispetto a quello sforzesco esso non recò altrettanta devastazione al castello, ma fu più crudele a causa della profanazione di chiese e degli stupri che lo Sforza aveva invece espressamente vietato. Il saccheggio più celebre, per l'epico epilogo che ne seguì, resta però quello perpetrato con l'inganno dagli spagnoli nel 1515.

## Età moderna

### Il sacco spagnolo
Dopo la battaglia di Marignano, alcuni mercenari spagnoli erano rimasti sbandati e vagavano per la penisola. Un gruppo di essi, al seguito del capitano García Mandríguez de Haro, giunse a Ripa con un falso salvacondotto papale. Fidandosi del documento, i ripani aprirono le porte, ma i soldati dopo aver approfittato dell'ospitalità si diedero al saccheggio, al ratto di donne e allo stupro. Il padre di una delle ragazze rapite, piuttosto che lasciare la figlia in mano agli spagnoli, la trafisse mortalmente con un pugnale. L'anonima giovane passò alla storia come Virginia, per analogia con la Virginia romana celebrata da Vittorio Alfieri.
Mandríguez però era tutt'altro che pago, e condusse la sua banda in Italia meridionale, dove essa vagò in lungo e in largo accrescendosi di numero e recando notevoli guasti. Rifiutate le offerte del viceré di Napoli, gli spagnoli si incamminarono di nuovo lungo l'Adriatico alla volta dello Stato della Chiesa, varcarono il Tronto e il 15 febbraio 1521 si ripresentarono a Ripa per tentare una seconda incursione.
I ripani erano naturalmente ben memori della prima, e lo scontro armato fu inevitabile. La battaglia (16 febbraio) contrappose cinquemila fanti spagnoli e la comunità ripana, comprese molte donne. Due di esse (Luchina Saccoccia e Angela di Zingaro) perirono in duello, insieme a diciannove patrizi e molti soldati. Un'altra, Bianca Benvignati de Tharolis, si rese protagonista di un celebre atto di eroismo. Inseguito a cavallo il nemico, Bianca uccise brutalmente l'alfiere spagnolo, gli strappò lo stendardo e andò poi a sventolarlo da un torrione (presumibilmente quello di Porta d'Agello), dando così l'impulso decisivo alla vittoria dei concittadini.
Gli invasori contarono perdite assai più numerose, e furono costretti a ritirarsi dall'Italia dietro condizioni molto più sfavorevoli di quelle che avevano rifiutato. Per gratitudine il papa Leone X esentò Ripa dal pagamento delle imposte per i quindici anni seguenti.

### La conquista della sede vescovile (1571)
L'anno 1571 rappresenta la seconda maggiore tappa della storia ripana, dopo la conquista dell'autonomia comunale. A seguito di un lungo interessamento di varie personalità (Ascanio Condivi, Michelangelo, Annibal Caro, Filippo Neri), il 30 luglio Pio V eresse finalmente il castello in diocesi e gli conferì il titolo di Città vescovile. Il 23 marzo 1572 il vescovo Lucio Sassi prese possesso della chiesa di San Benigno, prima cattedrale ripana. Ripa divenne così indipendente dalla diocesi di Fermo e fu sottoposta direttamente alla Santa Sede. Il suo periodo di massimo splendore coincise quindi con i pontificati di Pio V e Gregorio XIII: la città era inclusa fra i sei maggiori baluardi dello Stato Pontificio, insieme a Porto d'Anzio, Perugia, Orvieto, Spoleto e un ultimo centro non ancora identificato.
Ma la crisi era in agguato. Dopo appena un quindicennio, con l'ascesa al soglio pontificio di Felice Peretti, i privilegi ottenuti cessarono di colpo. Infatti Sisto V, originario di Grottammare ma vissuto a Montalto, non fece altro che favorire la sua città d'adozione a scapito delle vicine. Privilegi furono concessi anche a Fermo, eretta in arcidiocesi mentre Ripa ne diventava suffraganea. Le fonti concordano nel ritenere che la città ebbe soli danni da questo pontefice, dovendogli unicamente la costruzione di nuove opere difensive giustificata dall'importanza strategica del Propugnacolo.

### La decadenza del Sei-Settecento
Le riforme sistine causarono un indebolimento politico destinato, nel quadro di una complessiva decadenza dello Stato della Chiesa, a influire a lungo sulla storia ripana, ma non furono il solo fattore di crisi. Il Seicento si aprì in effetti sotto i peggiori auspici. Una grave crisi agricola, frutto di una pessima gestione del territorio e di disboscamenti che avevano provocato o esteso calanchi e frane, aveva causato diffusa denutrizione. Non fosse bastato, nel 1630 divampò una grave pestilenza fra Piceno e Abruzzo.
Alla nobiltà e al clero, ai proprietari terrieri che concentravano in sé l'intero potere economico, si contrapponevano una borghesia assai debole e un ceto popolare sempre più povero e pressato dalle esigenze della stretta sopravvivenza. Anche per questo il XVII secolo vide sorgere e rafforzarsi il sentimento religioso, i pellegrinaggi, il culto dei santi protettori anche locali. Sant'Emidio, patrono di Ascoli, proteggeva dal terremoto; San Basso, patrono di Cupra, dalle pestilenze. Più ancora, la città strinse un intenso legame devozionale con la Vergine di Loreto, il cui simulacro fu commissionato proprio in questo secolo dalla Confraternita di San Giovanni. La Madonna di San Giovanni fu condotta a Ripa la domenica in albis del 1620 e incoronata il 10 maggio 1682. Fu in questo momento che nacque la tradizione popolare del Cavallo di fuoco.
Anche il XVIII secolo cominciò molto male. Al terremoto del 1703, che sconvolse L'Aquila e causò gravi danni anche a Ripa, altri infausti eventi si sovrapposero. Si ricordano in particolare la carestia del 1716 e gli attraversamenti di truppe napoletane, spagnole e imperiali durante le guerre di successione polacca e austriaca. Questi passaggi avvennero tra il 1735 e il 1744 recando molti danni alle campagne picene. La situazione economica era immutata, e ricchezza e carriere (civili ed ecclesiastiche) restavano saldamente in mano a poche famiglie. La città, che ormai viveva essenzialmente di agricoltura, aveva subìto un crollo demografico precipitando a 3.500 abitanti. Ogni potere politico sostanziale era venuto meno. La sola conquista ripana nel Settecento fu l'ottenimento da Clemente XII dell'organo amministrativo del Consiglio di credenza (23 dicembre 1734). Il secolo trascorse senza altri avvenimenti di rilievo.

## Età contemporanea

### L'epoca napoleonica

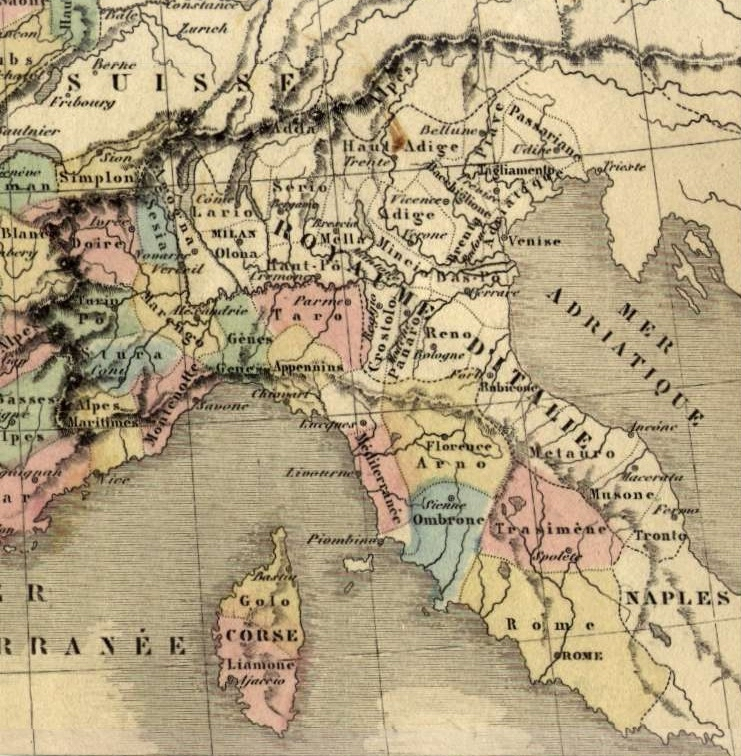
L'Italia napoleonica

La convulsa storia ripana dei secoli andati, sopita da quasi duecento anni, doveva conoscere un brusco risveglio con la Rivoluzione francese. Nella cittadina pontificia le notizie d'oltralpe giungevano filtrate dal governo papalino, e soprattutto dai preti refrattari francesi in fuga, che qui pervennero nel biennio 1792-1794. Ciò alimentò nella popolazione un terrore destinato a crescere a dismisura nell'imminenza della venuta di Bonaparte. Appena un anno dopo il trattato di Tolentino, infatti, Napoleone occupò la capitale, istituì la Repubblica Romana (1798), e vi annesse fra gli altri territori anche il Piceno. Ripatransone entrò a far parte del dipartimento del Tronto come capoluogo di uno dei 19 cantoni.
La città si divise allora fra il partito apertamente repubblicano della borghesia, da un lato, la nobiltà e il clero, dall'altro. Le classi elevate riconoscevano formalmente il nuovo governo in cambio del mantenimento di molti dei loro privilegi, ma erano pronte ad aizzare il popolo e covavano la riscossa. Il vescovo Bartolomeo Bacher, in particolare, teneva contatti con l'esercito di re Ferdinando IV di Napoli tramite il fedele Giuseppe Cellini. Piceno e Abruzzo pullulavano inoltre di bande che già dal maggio 1798 avevano intrapreso la guerriglia antifrancese.
In novembre i napoletani varcarono il Tronto e, forti di un esercito molto più numeroso delle guarnigioni francesi, si fecero strada alla volta di Fermo. La nobiltà ripana si decise allora ad armare il Cellini, che nel frattempo si era impossessato del municipio: egli rivolse di buon grado le mire altrove e corse subito a dar man forte ai borbonici ponendosi a capo di una banda di contadini. Ma la perfetta organizzazione militare francese ebbe la meglio: inflitta all'invasore e agli insorti una sonora sconfitta a Torre di Palme (28 novembre), i bonapartisti si concessero perfino il lusso di sconfinare, e occuparono Civitella.
La Francia però boccheggiava in una situazione internazionale assai sfavorevole, e le forze antinapoleoniche locali ne approfittarono. Fu così che nelle Marche e in Umbria venne organizzandosi un vasto movimento, gli Insorgenti, che era composto in buona parte da briganti e fra i cui massimi capi era proprio il Cellini con il grado (probabilmente autoattribuito) di generale. Agli ordini del generale fuoriuscito dell'esercito francese de la Hoz, gli Insorgenti ottennero in breve tempo (anche se a caro prezzo, causa la loro disorganizzazione) il controllo di quasi tutte le Marche (1799). Ripatransone fu presa violentemente dalle bande abruzzesi dell'ex prete Donato De Donatis. In seguito, al volgere degli eventi ancora in favore dei francesi, la città fu di nuovo sottratta al governo pontificio e annessa al Regno d'Italia: si scatenò allora la rappresaglia repubblicana che sfociò nell'arresto, sia pur di breve durata, dello stesso vescovo Bacher.

### Il Risorgimento

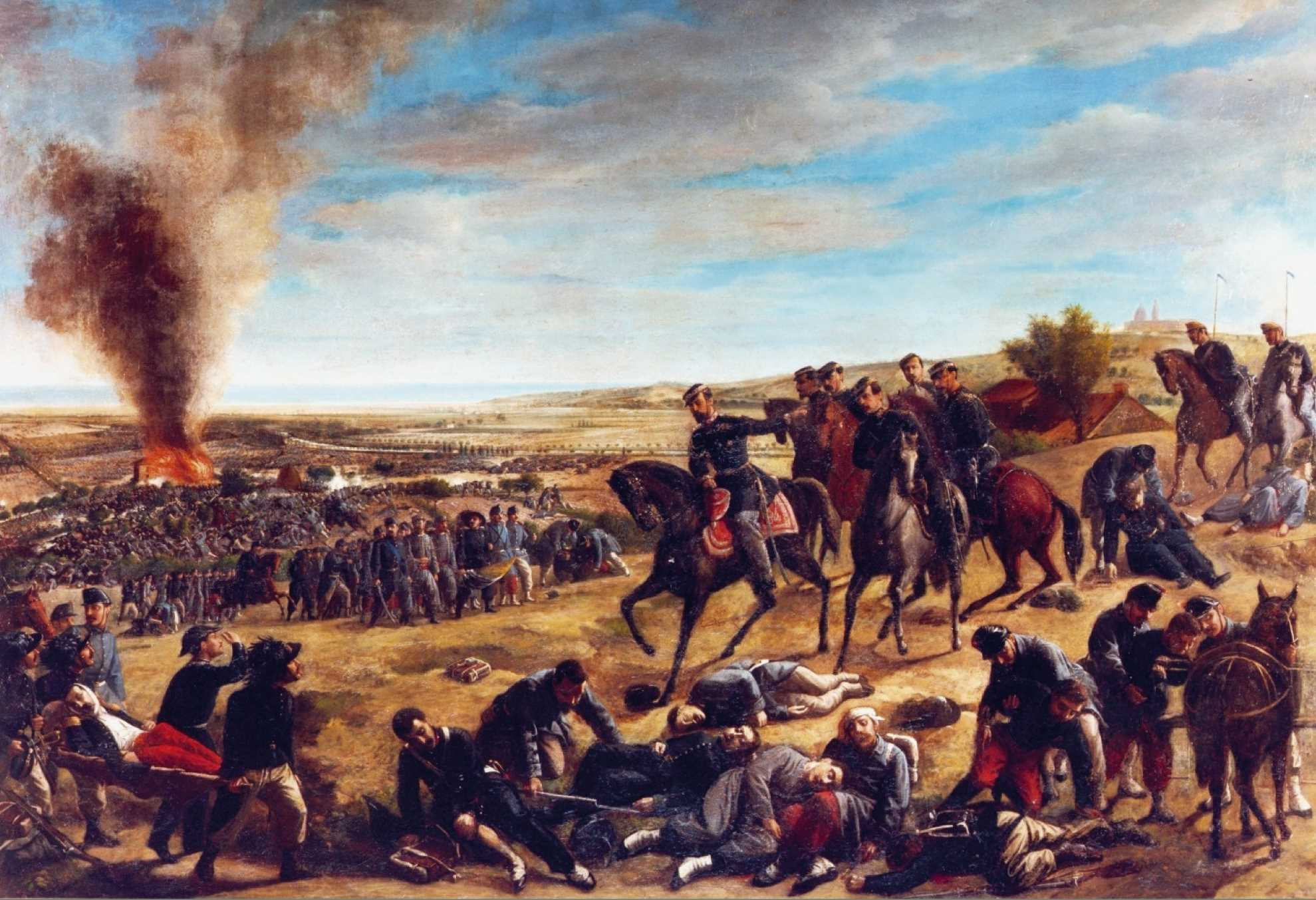
La battaglia di Castelfidardo

Dopo la Restaurazione, gli anni di preparazione all'Unità d'Italia non videro particolari agitazioni in città: al contrario, nel contesto dei moti del 1821 fu proprio sotto il Propugnacolo che la guardia pontificia sgominò la spedizione di Vincenzo Pannelli (17 febbraio), senza che alcun ripano movesse un dito. Anche i moti del 1831, che pure ebbero vasto seguito nelle Marche, lasciarono la cittadina picena pressoché indifferente.
Di questo stato di cose esisteva un preciso motivo. Gli ex giacobini, in apparenza, avevano stimato più prudente riavvicinarsi al governo costituito, e quando - essendo morto nel 1813 monsignor Bacher - fu nominato il nuovo vescovo Michelangelo Calmet, questi trovò una situazione eccezionalmente tranquilla. Il potere centrale però diffidava, e inviò all'uopo un governatore che stilò infatti una lunga lista di carbonari ripani. Il segretario di stato chiese allora una relazione segreta a Calmet e, ricevuto da lui un rapporto che contraddiceva apertamente quello del governatore, nient'affatto convinto lo richiamò a Roma per redarguirlo. Monsignor Calmet ne fu molto provato, e poco dopo - benché i fatti non siano in chiara relazione, essendo egli già di salute malferma - improvvisamente cadde malato e morì (7 agosto 1817), lasciando il posto a due successori più rispondenti alle esigenze di stretto controllo della curia romana.
Nondimeno, è certo che anche a Ripatransone esistettero movimenti segreti, e che anzi negli anni 1831-1837 molti ricercati trovarono rifugio in città, in particolare presso il convento dei cappuccini. Nel 1837 però questa situazione mutò bruscamente, forse per la sostituzione del superiore. Perciò, se anche l'avvento di Pio IX prima e il 1848 poi ravvivarono alcuni entusiasmi, bisognò aspettare l'ultimo momento perché i fermenti risorgimentali esplodessero di prepotenza. Il 19 settembre 1860, Ripatransone insorse e si liberò da sola, prima fra le città della provincia e senza aiuti esterni, votando l'annessione al Regno d'Italia con un plebiscito a larghissima maggioranza. Di certo la battaglia di Castelfidardo, sbandando le truppe pontificie, aveva tolto il freno all'entusiasmo della popolazione, spazzato le remore e lasciato intravedere tempi migliori.

Lo stemma comunale ripano con il leone passante gigliato sui cinque colli in campo rosso

### L'Unità d'Italia e il Novecento
L'Unità d'Italia però non recò immediati vantaggi. Anzi, il servizio militare obbligatorio produsse un gran numero di renitenti tra i contadini, che spesso finivano imboscati. Molti furono poi rintracciati dai carabinieri e mandati in campo a Custoza (1866) per trovarvi la morte. Solo dopo la presa di Roma la vita economica e sociale ripana (e marchigiana in genere) si ridestò, fino a far vivere alla città una nuova giovinezza.
I fattori che più incisero nel rinnovato splendore di Ripatransone, la cui popolazione cresceva incessantemente, furono il nuovo impulso dell'agricoltura e l'investimento nel settore dell'istruzione che ne fece un importante centro di studi. Nel 1889 il pedagogista ripano Emidio Consorti ottenne infatti l'istituzione del primo corso di lavoro manuale educativo d'Italia. La città possedeva inoltre un efficiente sistema sanitario, vedeva - grazie alla costruzione della provinciale Cuprense - migliorati i collegamenti con la costa, e acquistava via via numerosi uffici: il mandamento, la pretura, la tenenza dei carabinieri.
Fu dopo le due guerre mondiali e il ventennio fascista che, complice il boom economico, l'emigrazione e lo spopolamento delle campagne determinarono un nuovo repentino tracollo demografico. Ripatransone seguì perciò il destino di molte cittadine dell'entroterra, mancando ormai i benefici che questa medesima posizione geografica le assicurava in passato. Le istituzioni stesse andarono in gran parte perdute: dei carabinieri restò una stazione, la curia diocesana fu trasferita a San Benedetto del Tronto, l'ospedale fu declassato in residenza sanitaria assistenziale, la presidenza dell'istituto magistrale (poi liceo pedagogico) venne accorpata a quella dell'istituto per geometri di Grottammare.

## Cronologia essenziale
822 – Sorgono i castelli di Monte Antico, Capodimonte, Roflano e Agello

827-835 – Nella regione infuria la minaccia dei saraceni

1096 – I quattro castelli sono unificati per volere del vescovo di Fermo

1198 – Il nuovo castello è completamente edificato e assume il nome di Ripatransone

1199 – Ripa è espugnata da Marcovaldo di Annweiler

1205 – Ripa si costituisce in libero comune

1225 – Fermo e Offida cingono inutilmente d'assedio il castello

1229 – Il duca Rainaldo di Spoleto concede al comune i castelli di Cossignano, Lameriano, Marano, Massignano, Penna e Sant'Andrea

8 gennaio 1346 – Ascoli e Ripa si alleano

1348 – Fermo aggredisce i possedimenti ascolani; Ascoli e Ripa reagiscono e sconfiggono Gentile da Mogliano a San Severino

1351 – L'alleanza libera Osimo, occupata da Gentile

1376-1389 – Fermo assedia Ripa inutilmente a più riprese

1434 – Francesco Sforza ottiene dai ghibellini la consegna spontanea di Ripa alla sua signoria

1442 – Tolentino insorge contro lo Sforza; i guelfi ripani, capeggiati da Santoro Pucci, assaltano la guarnigione sforzesca e uccidono un ufficiale fermano

21-23 settembre 1442 – Ripa è espugnata da Francesco Sforza e i soldati fermani la mettono a ferro e fuoco

18 gennaio 1445 – Santoro sbaraglia le truppe sforzesche nella battaglia di Santa Prisca

1461 – Sigismondo Malatesta viola il Propugnacolo e lo saccheggia violentemente

1484 – Ascoli e Ripa rinnovano l'alleanza e liberano Monte San Pietrangeli dai fermani

1515 – Gli spagnoli del capitano Mandríguez saccheggiano Ripa con l'inganno

16 febbraio 1521 – Mandríguez tenta un nuovo assalto al castello, ma i ripani lo respingono incitati da Bianca de Tharolis

30 luglio 1571 – Pio V concede a Ripa la dignità di Città vescovile

3-7 ottobre 1571 – Il nolano Lucio Sassi è nominato vescovo di Ripatransone e subito dopo viene consacrato

23 febbraio 1572 – Monsignor Sassi prende possesso della cattedrale

24 maggio 1589 – Sisto V erige Fermo in arcidiocesi e rende sua suffraganea la diocesi ripana

1620 – Il simulacro lauretano della Madonna di San Giovanni viene traslato in città

1630 – La peste falcia Piceno e Abruzzo

10 maggio 1682 – Il simulacro della Madonna di San Giovanni è incoronato solennemente; per merito di un artificiere di Atri nasce il Cavallo di fuoco

1703 – Lo sciame sismico del terremoto dell'Aquila provoca seri danni in città

1716 – Una grave carestia si abbatte sul Piceno

23 dicembre 1734 – Clemente VII concede a Ripa il Consiglio di credenza

1735-1744 – Sono in corso le guerre di successione; soldati di vari eserciti portano la devastazione attraversando le campagne ripane

1792-1794 – Dalla Francia rivoluzionaria giungono a Ripatransone numerosi preti refrattari

1798 – Napoleone Bonaparte fonda la Repubblica Romana e le annette il Piceno: Ripatransone è creata capoluogo di cantone nel dipartimento del Tronto

20 aprile 1808 – Ripatransone è riannessa da Napoleone al Regno d'Italia e si conferma capoluogo di cantone del dipartimento del Tronto

1816-1818 – Bonaparte è caduto, ma la sede vescovile è vacante dal 1813 per la morte di monsignor Bacher: si alternano i vescovi Calmet, Rainaldi e Ugolini

1831-1837 – La città è probabilmente attraversata da moti impercettibili e di difficile ricostruzione: i patrioti ricercati dal 1831 vi si recano a disperdere le proprie tracce

19 settembre 1860 – All'indomani della battaglia di Castelfidardo, Ripatransone si libera del governo pontificio e vota l'annessione al Regno d'Italia

1889 – Emidio Consorti fonda il suo corso di lavoro manuale educativo; la città è in rapida espansione economica e demografica

19 giugno 1944 – La Liberazione arriva a Ripatransone: i tedeschi sono fuggiti il giorno prima collocando deboli mine che restano inesplose, e le truppe alleate transitano senza difficoltà

1951 – L'espansione demografica sfiora la punta massima di novemila abitanti

1992 – Viene fondata la Congrega dell'Ignoranza